# Roll On (J.J. Cale)
Roll On è un album di J.J. Cale, pubblicato dalla Rounder Records nel 2009.

## Tracce
1. Who Knew – 3:30 (J.J. Cale)
2. Former Me – 2:48 (J.J. Cale)
3. Where the Sun Don't Shine – 3:07 (J.J. Cale)
4. Down to Memphis – 3:05 (J.J. Cale)
5. Strange Days – 3:10 (J.J. Cale)
6. Cherry Street – 3:44 (J.J. Cale)
7. Fonda-Lina – 3:21 (J.J. Cale)
8. Leaving in the Morning – 2:37 (J.J. Cale)
9. Oh Mary – 3:34 (J.J. Cale)
10. Old Friend – 3:56 (J.J. Cale)
11. Roll On – 4:43 (J.J. Cale)
12. Bring Down the Curtain – 2:54 (J.J. Cale)

## Musicisti
- J.J. Cale  - voce, strumenti musicali vari
- Christine Lakeland  - chitarra acustica (brani: 1, 9, 10 e 11)
- David Teegarden  - batteria (brano: 1)
- David Chapman  - basso (brano: 1)
- Jim Karstein  - batteria (brani: 9 e 10)
- Walt Richmond  - pianoforte (brani: 9 e 10)
- Bill Raffensperger  - basso (brani: 9 e 10)
- Rocky Frisco  - tastiere (brano: 10)
- Shelby Eicher  - mandolino (brano: 10)
- Jim Markham  - armonica (brano: 10)
- Don White  - chitarra (brano: 10)
- Jim Keltner  - batteria (brano: 11)
- Mark Leonard  - basso (brano: 11)
- Glen Dee  - pianoforte (brano: 11)
- Eric Clapton  - chitarra (brano: 11)
- Steve Ripley - chitarra acustica (brano: 11)
- John Juke Logan  - armonica (brano: 11)